# 飯出敏夫
飯出 敏夫（いいで としお、1947年5月28日-）は、日本の温泉をフィールドとして活動している温泉紀行ライター。
約30年間、旅行書の取材・執筆活動を行い、秘湯系を中心に年間120日以上温泉取材を行う。日本旅のペンクラブ、日本旅行記者クラブ、日本温泉地域学会、温泉達人会会員。

## 略歴
群馬県出身。群馬県立藤岡高等学校卒業。成城大学時代はワンダーフォーゲル部に所属。旅行ガイドブックの取材・執筆・編集を経て、1991年に日本初の温泉専門誌「温泉四季」の創刊に参加。同誌休刊後、1995年、温友社を設立。2010年8月からフリーに。近年は、温泉紀行ライターとしての仕事を主体に山歩きの著作も多い。2016年には、約30年間の取材を通して本当に良いと思う温泉＆温泉宿を紹介するWebメディア「温泉達人コレクション(温コレ)」を立ち上げ、情報発信をしている。

## 著書
- 一度は泊まってみたい秘湯の宿70（成美堂出版）
- アサヒDVDブック「秘湯ロマン」（朝日新聞社）
- 名湯・秘湯の山旅（JTBパブリッシング）
- 日帰りハイキング＋立ち寄り温泉 関東周辺（JTBパブリッシング）
- 旅の手帖mini「達人の秘湯宿」（交通新聞社）

など。

## 共書
- 心を癒す温泉三昧　全国療養の湯厳選200（保健同人社）

## テレビ番組
- 秘湯ロマン（テレビ朝日） 出演・アドバイザー
- 秘湯ロマン再編集 DVD-BOX「美しい日本の秘湯」（ポニーキャニオン） 監修